# لیمای
لیمای (به لاتین: Limay) یک منطقهٔ مسکونی در فیلیپین است که در باتاآن واقع شده‌است.